# السجق المشوي
السجق المشوي (بالألمانية: Bratwurst) وهو نوع من النقانق الألمانية[ ؟ ] المصنوعة من بتلو، لحم الخنزير، أو لحم بقر. الأسم مشتق من اللغة الألمانية القديمة العليا Brätwurst من brät والتي تعني اللحم المقطع جيداً، و Wurst والتي تعني نقانق. ولكن في اللغة الألمانية الحديثة غالباً ماترفق بالفعل braten، والتي تعني القلي أو الشوي.

## معرض صور

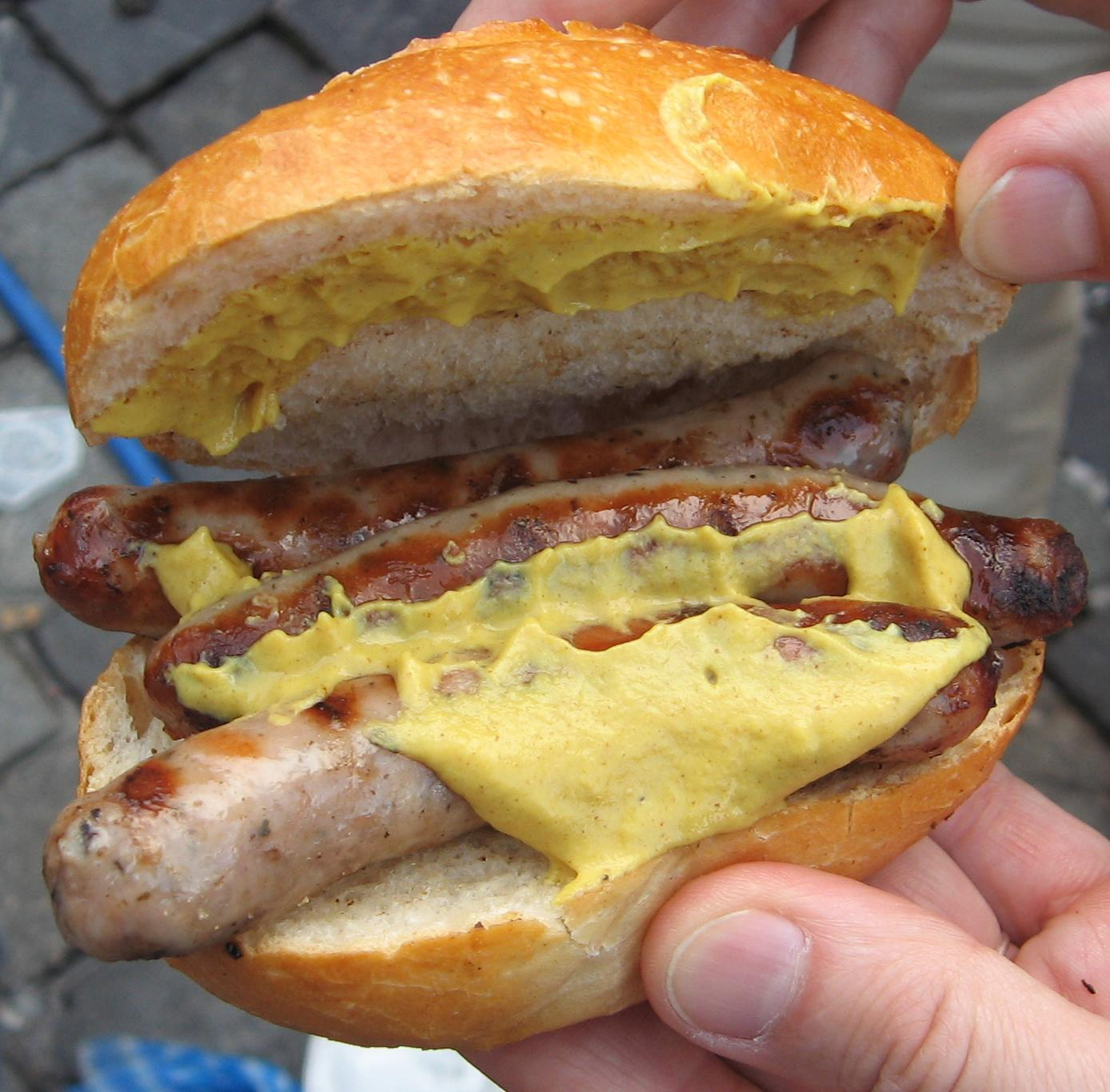
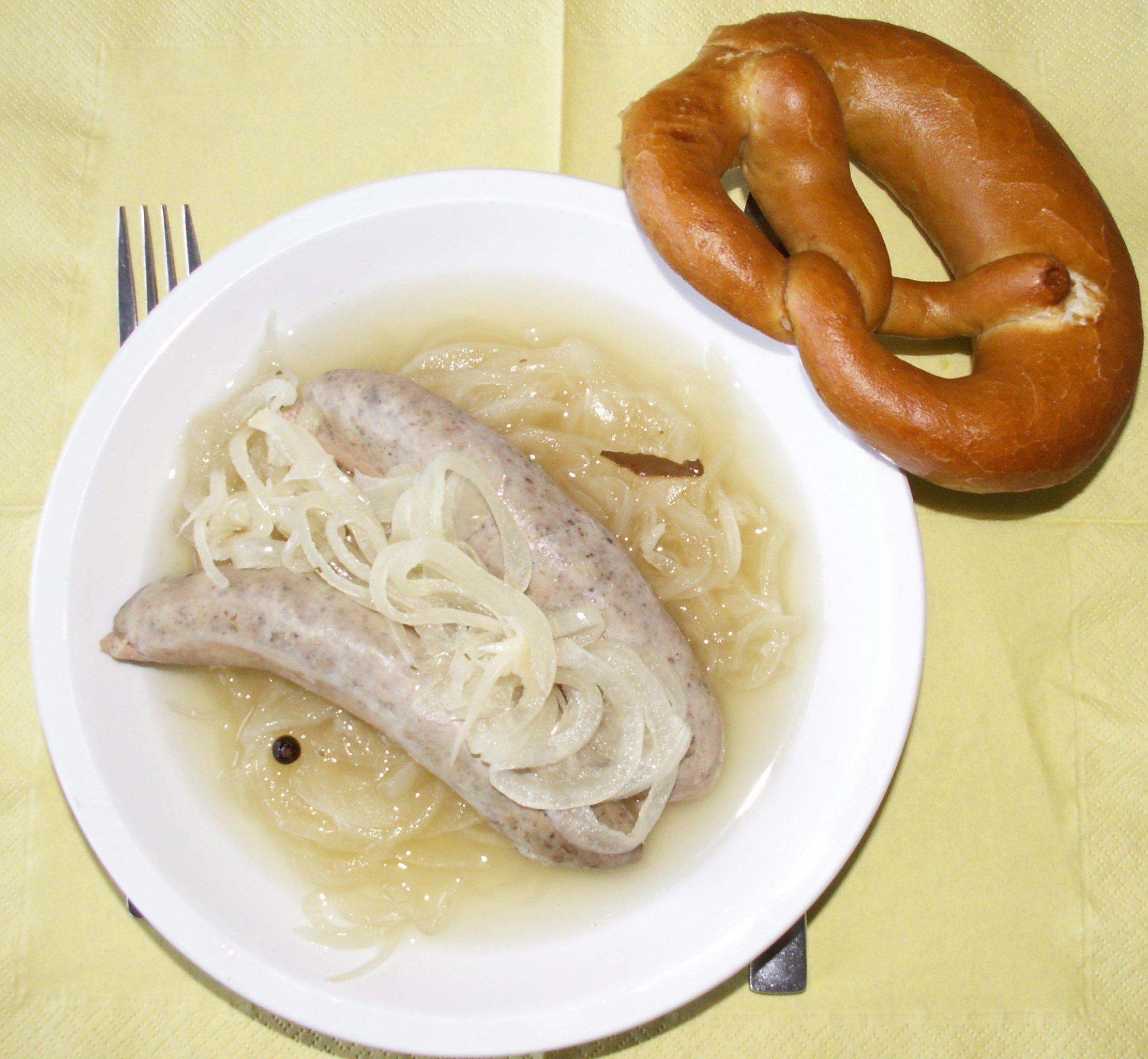
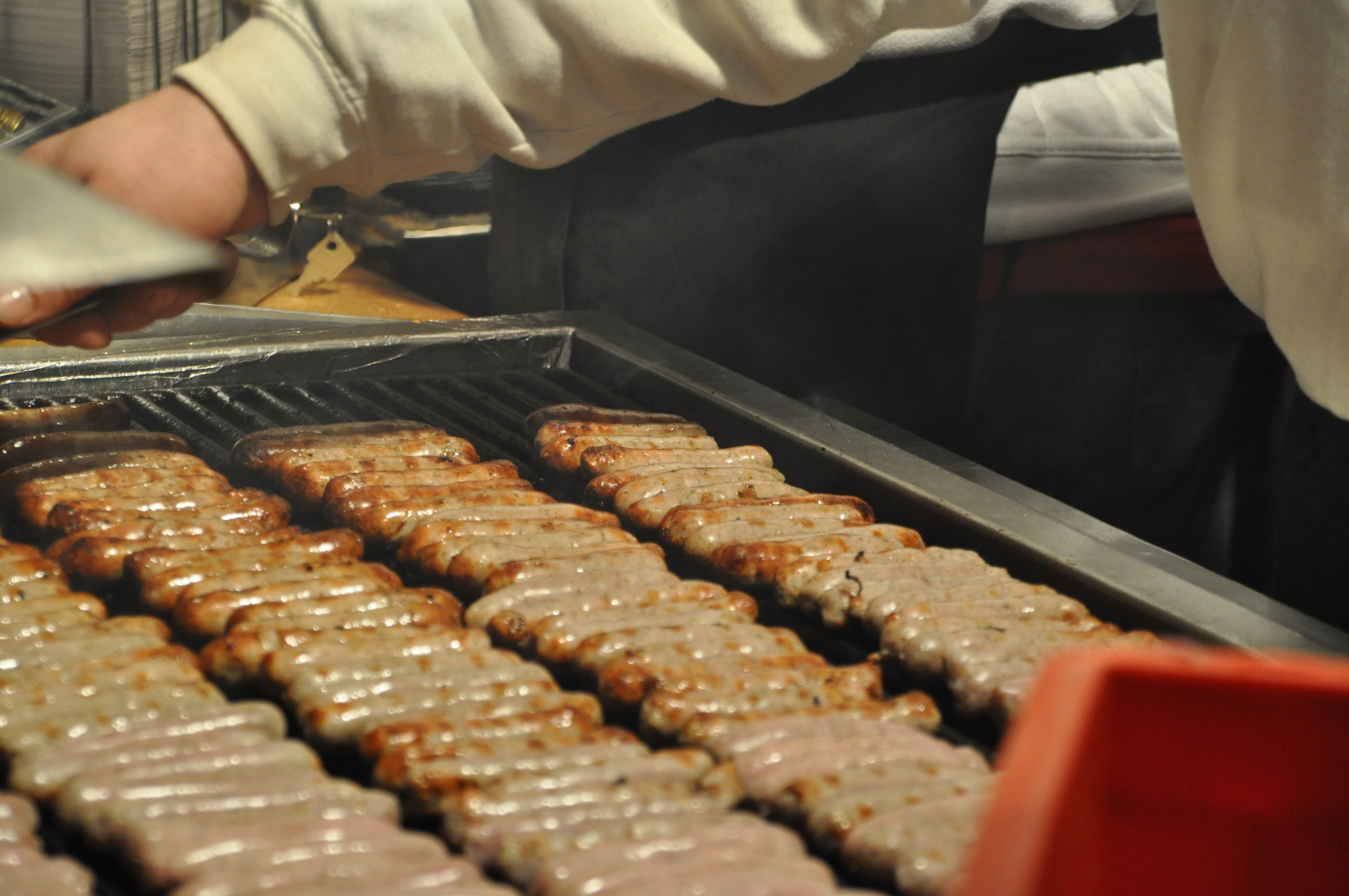